# Сем Вонамейкер
Сем Вонамейкер (англ. Samuel Wanamaker, при народженні Воттенмейкер (англ. Wattenmacker; нар. 14 червня 1919, Чикаго — пом. 18 грудня 1993, Лондон) — американський актор і кінорежисер українсько-єврейського походження. 

## Життєпис
Сем Вонамейкер народився під ім'ям Самуель Воттенмейкер у Чикаго, у 1919 році в сім'ї незаможних єврейських емігрантів з України ( Миколаїва) — Мауріса та Моллі Воттенмакерів. Третя і наймолодша дитина. Він мав двох старших братів. 
Перші акторські кроки він робив на сцені літніх театрів наприкінці 1930-х років ХХ століття. У 50-х роках він уже виступав на Бродвеї. У 1943—1947 роках служив в армії. 
У фільмі 2019 року «Одного разу в ... Голлівуді» (режисер Квентін Тарантіно) роль Вонамейкера виконав актор Ніколас Хеммонд.
Дочка Сема — популярна актриса Зої Вонамейкер. 

### Діяльність у CPUSA
У 1943 році він приєднався до Комуністичної партії США (CPUSA) і був її активним діячем. У 1952 році, перебуваючи у Великій Британії та беручи участь у зйомках фільму «Mr. Denning Drives North» він дізнався, що його внесли в Голлівудський чорний список. Він публічно засудив ініціатора Джозефа Маккарті та заявив, що він залишається у Великій Британії. 
У новій країні наступні два десятиліття він працював актором, режисером та продюсером. Хоча згодом багато разів працював у Штатах, він не схотів повернутися на батьківщину. Помер у Лондоні 18 грудня 1993 року від раку простати. 

### Перебування в Англії
Під час перебування на островах він став великим любителем мистецтва Шекспіра, яким він залишився на все життя. Він виступав, серед інших в Меморіальному театрі Шекспіра в Стратфорді та в Новому театрі Шекспіра в Ліверпулі. У 1950-х і 1970-х роках він був продюсером і режисером театральних п'єс, поставлених у лондонських театрах, включаючи постановки в Королівському театрі Ковент-Гарден. Він також був одним із режисерів святкування дня народження Шекспіра в 1974 році. На початку 1980-х він також зарекомендував себе як оперний режисер, а його найвищим досягненням у цій галузі стала постановка «Аїди» Верді з Лучано Паваротті в Опері Сан-Франциско. 
Він був засновником «Shakespeare Globe Trust» (1970), зусилля якого призвели до реконструкції театру «Глобус» у Лондоні. Він не побачив завершення свого проєкту — театр Глобус був урочисто відкритий у присутності королеви Єлизавети II у червні 1997 року, через три роки після смерті актора. Вшанування його діяльності з реконструкції цього театру — це пам'ятна дошка, розміщена на одній із стін реконструйованого театру та «Плейхаус Сем Вонамейкер» — одна із сцен комплексу, названа його ім'ям . За свій внесок у реконструкцію цього театру в 1993 році він був нагороджений орденом Британської імперії. Він також був нагороджений медаллю Бенджаміна Франкліна, висунутий Королівським товариством мистецтв.

## Особисте життя
У 1940 році він одружився з канадською актрисою та радіоведучою Шарлоттою Голланд, з якою залишився одружений до смерті. У 1970 році він вступив у тісні стосунки з американською актрисою Ян Стерлінг. Він залишив після себе трьох дочок: Еббі, Джессіку та Зою (актрису) . 